# 藤井則和
藤井則和（日语：／ Fujii Norikazu，1925年—1992年11月），日本前男子乒乓球運動員，出身於京都府。

## 經歷
他曾就讀於關西學院大學，代表學校參加全日本学生乒乓球锦标赛，獲得男子單打及男子雙打冠軍各三座。另外，他也拿下共五座全日本乒乓球锦标赛男子單打冠軍。1952年，代表日本前往孟買參與1952年世界乒乓球錦標賽，和林忠明搭檔獲得男子雙打冠軍。